# Godden Green
Godden Green est un hameau situé dans le civil parish de Seal dans le district de Sevenoaks, il est à 1 mile (2 km) de la ville de Sevenoaks dans le Kent.